# Teoria realnego cyklu koniunkturalnego
Teoria realnego cyklu koniunkturalnego – teoria cyklu koniunkturalnego zakładająca, że wahania produkcji i zatrudnienia są wynikiem zmian realnych czynników w gospodarce przy rynkach dostosowujących się szybko i zawsze pozostających w stanie równowagi.
Jej twórcami są Finn E. Kydland i Edward C. Prescott. W teorii realnego cyklu koniunkturalnego pomijane są czynniki monetarne i uznaje się, że źródła zjawiska cyklu koniunkturalnego tkwią po podażowej stronie gospodarki. Fluktuacje ogólnogospodarcze są wynikiem stochastycznych szoków zewnętrznych, np. technologicznych (przyjmuje się, że tempo  postępu technologicznego podlega dużym fluktuacjom). Wstrząsy podażowe wywołują wahania ogólnej produkcji i zatrudnienia, ponieważ racjonalnie działające jednostki odpowiadają zmianami podaży i decyzji konsumpcyjnych na zmiany względnych cen. Zatem szoki technologiczne, przy założeniu stałego kapitału i liczby godzin pracy, powodują fluktuacje w gospodarce.
Według tej teorii występowanie cykli jest związane z koniecznością oczyszczania się rynków i przywracaniem stanu równowagi wskutek szoków podażowych związanych z techniką produkcji (nowe wynalazki, odkrycia, nowe produkty, zmiana technologii). Powodują one zmianę produktywności czynników produkcji i zmieniają otoczenie, w których działają podmioty rynkowe. Faza nagłego przyspieszenia wzrostu wywołana szokiem technologicznym trwa do momentu, kiedy siły rynkowe zniwelują jego działanie.
Ceny i płace w teorii RBC dostosowują się prawie natychmiast do nowych warunków, są doskonale elastyczne. Teoria ta zakłada, że w każdym momencie podmioty znajdują się w swoim optimum, dlatego interwencja rządowa może być nieskuteczna, a nawet szkodliwa.
Teoria realnego cyklu zalicza się do ekonomii głównego nurtu. Teoria realnego cyklu koniunkturalnego ściśle wiąże analizę mikro- i makroekonomiczną.